# Sucha Droga

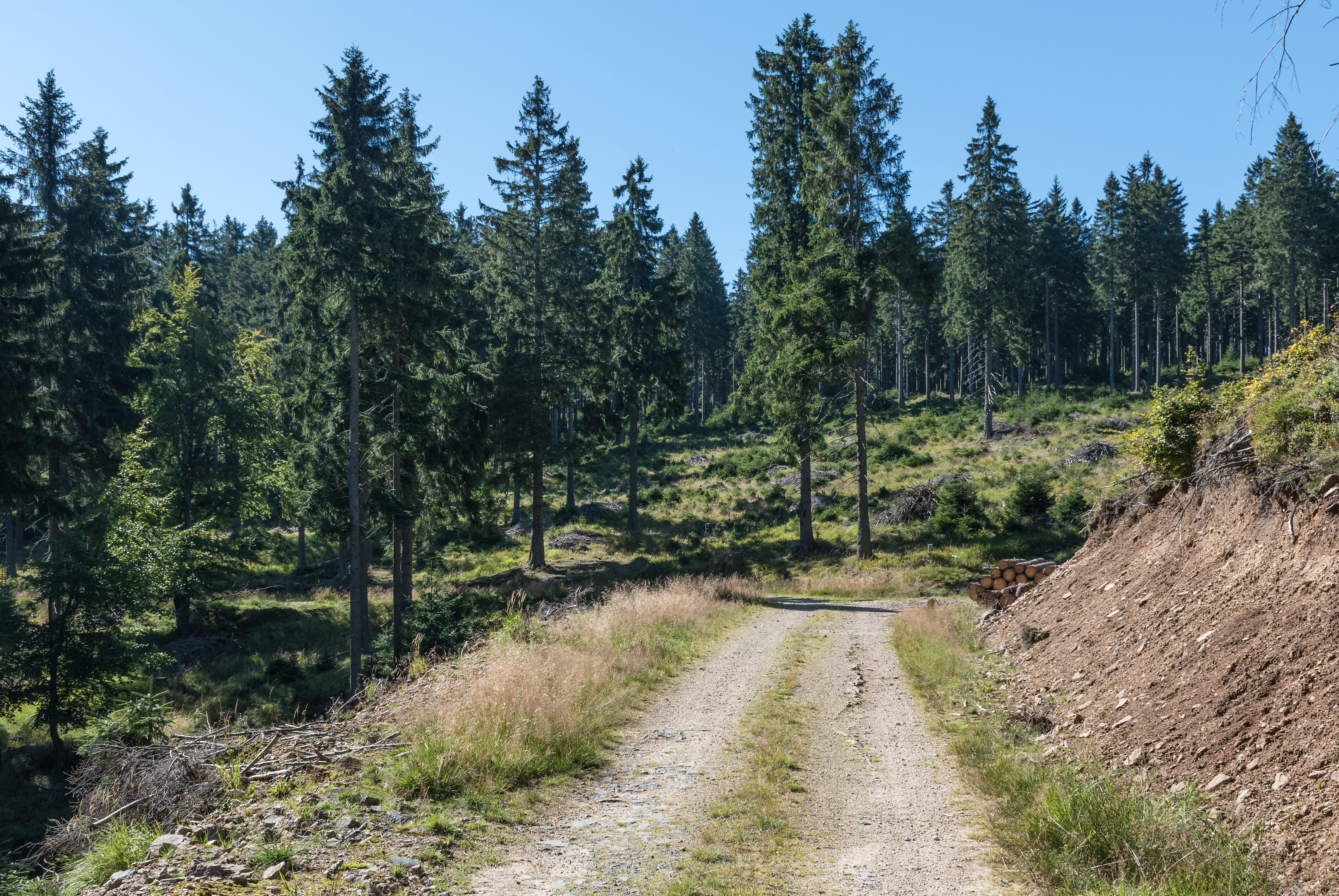
Wschodnia część Suchej Drogi

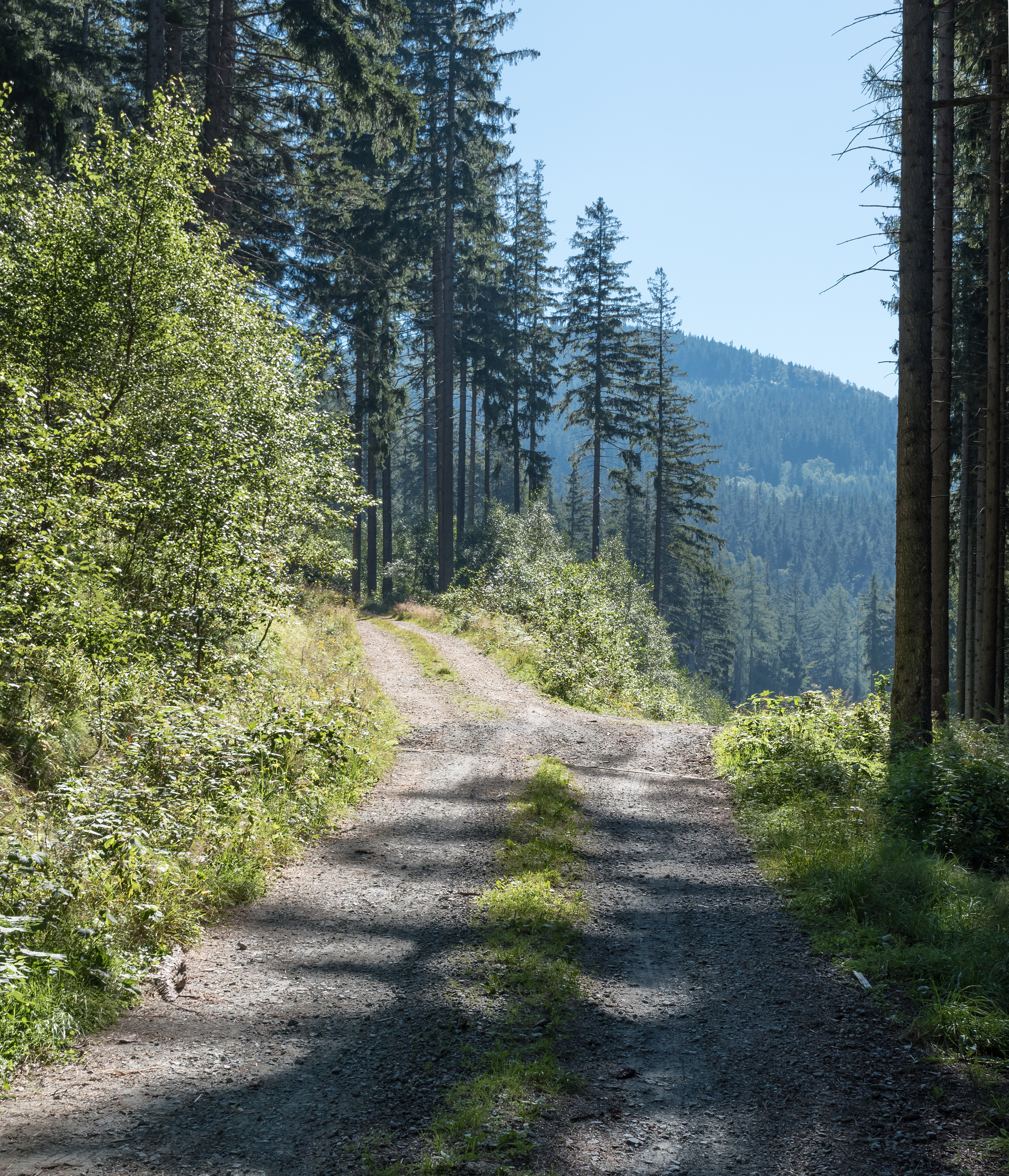
Sucha Droga nad Bolesławowem

Sucha Droga (dawniej niem. Forstmeister-Bachmann-Straße, również Droga Góromistrza) – jedna z leśnych dróg w Górach Bialskich prowadząca ze Starej Morawy na Wielkie Rozdroże. Dawniej stanowiła istotne i często uczęszczane połączenie z Bielicami.

## Położenie i opis
Rozpoczyna się w Starej Morawie w okolicy skrzyżowania dróg powiatowych prowadzących do Bolesławowa i Kletna, na wysokości około 540 m n.p.m. Wkracza w tereny leśne objęte Śnieżnickim Parkiem Krajobrazowym i serpentyną podchodzi na północno-zachodni stok Suszycy przechodząc ponad Młynowcem. Dalej już łagodniej prowadzi pomiędzy Suszycą i Jawornikiem Krowim północnym stokiem Suchej Kopy. Doprowadza na Wielkie Rozdroże na wysokość 964 m n.p.m., gdzie spotyka się z Bialską Pętlą, Duktem Dzialcowym i Rozdrożnym Duktem. W sumie liczy około 6,1 km długości i pokonuje różnicę wzniesień ok. 420 m.